# 吉大港縣
吉大港縣是孟加拉國吉大港專區的一個縣，位於該國東南部，西面海，北界印度。面積5,282.98平方公里。1991年人口6,612,140人。
下分26個鄉，其中15個構成了吉大港。